# Zaphne churchillensis
Zaphne churchillensis är en tvåvingeart som beskrevs av Griffiths 1998. Zaphne churchillensis ingår i släktet Zaphne och familjen blomsterflugor. Inga underarter finns listade i Catalogue of Life.